# Oro e gloria: La strada per El Dorado
Oro e gloria: La strada per El Dorado (Gold and Glory: The Road to El Dorado) è un videogioco pubblicato da Ubisoft nel 2000 su diverse piattaforme e basato sul film d'animazione La strada per El Dorado della Dreamworks. Le versioni per PC e PlayStation sono state sviluppate da Revolution Software e sono di genere avventura grafica; la versione per Game Boy Color è stata invece sviluppata da Planet Interactive ed è un videogioco a piattaforme.
Il gioco segue la vicenda narrata nel film, cambiando alcuni eventi della storia per adattarli meglio alla natura del gameplay.

## Trama
I protagonisti del gioco sono Tullio e Miguel, due amici e truffatori che vincono ai dadi una mappa che indicherebbe la locazione della leggendaria El Dorado. Imbarcatisi clandestinamente sulla nave di Hernán Cortés, i due vengono scoperti e imprigionati, ma riescono a fuggire grazie all'aiuto del cavallo Altivo, arrivando infine nella mitica città nascosta.

## Modalità di gioco

### Versione PC e PlayStation
Nella versione apparsa su PC e PlayStation, Oro e gloria: La strada per El Dorado è un'avventura grafica in grafica semi-tridimensionale: i personaggi e gli oggetti sono inseriti su sfondi statici, inquadrati da una telecamera fissa. Il giocatore può controllare alternativamente entrambi i protagonisti, utilizzando la tastiera o il gamepad: scopo del gioco è risolvere una serie crescente di enigmi parlando con altri personaggi, raccogliendo oggetti e utilizzando il materiale presente nel proprio inventario. Gli elementi con cui è possibile interagire si distinguono dallo sfondo attraverso un luccichio che li contraddistingue.

### Versione Game Boy Color
Nella versione pubblicata su Game Boy Color, Oro e gloria: La strada per El Dorado è un videogioco a piattaforme con grafica bidimensionale. Anche in questo caso il giocatore può controllare entrambi i personaggi, impegnati a sconfiggere un numero crescente di nemici in un totale di sei livelli di gioco.

## Accoglienza

### Versione PC e PlayStation
La versione sviluppata da Revolution Software ha ricevuto recensioni tendenzialmente mediocri. Mattia Ravanelli, su Videogame.it, ha sottolineato come il titolo abbia una riuscita caratterizzazione dei personaggi e della trama, ma sconti d'altra parte una scarsa longevità e una profondità di gioco a tratti limitata. Robert Lacey di Adventure Gamers ha messo in luce come il gioco riesca a catturare efficacemente l'atmosfera del film, ma risulti comunque troppo semplice da portare a termine. Gerald Villoria di GameSpot ha puntato l'indice contro il difficile meccanismo di controllo, che rinuncia al classico punta e clicca del genere per sposare un approccio semi-tridimensionale. Erik Peterson di IGN, pur apprezzando il comparto grafico, ha fortemente criticato l'intero gameplay, sottolineando la semplicità dei puzzle e la scarsa intuitività del sistema di controllo.

### Versione Game Boy Color
La versione pubblicata per Game Boy Color ha ottenuto risultati leggermente migliori della precedente. Frank Provo di GameSpot ha affermato che il titolo utilizzava a dovere la grafica e il sonoro della piattaforma di gioco utilizzata. IGN lo ha invece etichettato come un gioco destinato ad un pubblico di bambini, e pertanto troppo facile da portare a termine.